# Marcus Nikkanen
Pour les articles homonymes, voir Nikkanen.
Marcus Rafael Nikkanen, né le 26 janvier 1904 à Helsinki dans le Grand-duché de Finlande et mort le 28 mars 1985 dans la même ville, est un patineur artistique finlandais, médaillé de bronze aux mondiaux de 1933.

## Biographie

### Carrière sportive
Marcus Nikkanen est né dans le Grand-duché de Finlande, une composante de l'Empire russe. Il est décuple champion de Finlande entre 1927 et 1946.
Il représente son pays, indépendant depuis 1917, à quatre championnats européens (1930 à Berlin où il obtient une médaille de bronze, 1935 à Saint-Moritz, 1936 à Berlin et 1937 à Prague), ainsi qu'à sept mondiaux (1929 à Londres, 1931 à Berlin, 1932 à Montréal, 1933 à Zurich où il conquiert une médaille de bronze, 1934 à Stockholm, 1935 à Budapest et 1937 à Vienne). Il participe également à trois Jeux olympiques d'hiver : 1928 à Saint-Moritz, 1932 à Lake Placid et 1936 à Garmisch-Partenkirchen.

### Reconversion
Après la Seconde Guerre mondiale, Marcus Nikkanen s'installe aux États-Unis et entraîne au New York Skating Club de 1945 à 1951. Plus tard, il fonde une école de patinage à Toronto au Canada. Pendant sa période d'entraîneur en Amérique du Nord, il travaille notamment avec la championne olympique de 1976 Dorothy Hamill et le champion canadien Charles Snelling.
A la fin des années 1970, il retourne dans sa ville natale.

### Famille
Son frère Bertel a également été trois fois champion de Finlande de patinage artistique.

## Palmarès
| Compétition                                                              | 1922 | 1923 | 1924 | 1925 | 1926 | 1927 | 1928 | 1929 | 1930 | 1931 | 1932 | 1933 | 1934 | 1935 | 1936 | 1937 | 1938 | 1939 | 1940 | 1941 | 1942 | 1943 | 1944 | 1945 | 1946 |
| Jeux olympiques d'hiver                                                  |      |      |      |      |      |      | 6e   |      |      |      | 4e   |      |      |      | 7e   |      |      |      | JA   |      |      |      | JA   |      |      |
| Championnats du monde                                                    |      |      |      |      |      |      |      | 6e   |      | 7e   | 4e   | 3e   | 4e   | 5e   |      | 7e   |      |      | CA   | CA   | CA   | CA   | CA   | CA   | CA   |
| Championnats d'Europe                                                    |      |      |      |      |      |      |      |      | 3e   |      |      |      |      | 5e   | 6e   | 7e   |      |      | CA   | CA   | CA   | CA   | CA   | CA   | CA   |
| Championnats de Finlande                                                 | 3e   | 2e   |      | CA   | CA   | 1er  | 1er  | 1er  | 1er  |      |      |      | 1er  | 1er  | 2e   |      | 1er  | 1er  | CA   |      | CA   | CA   | CA   | 1er  | 1er  |
| Légende : JA = Jeux olympiques d'été annulés ; CA = Championnats annulés |      |      |      |      |      |      |      |      |      |      |      |      |      |      |      |      |      |      |      |      |      |      |      |      |      |